# Hopfgarten (Hessen)
Hopfgarten is een plaats in de Duitse gemeente Schwalmtal (Hessen), deelstaat Hessen, en telt 286 inwoners (2006).